# Олів'є Дюсопт
Олів'є Дюсопт (фр. Olivier Dussopt; 16 серпня 1978 року, Анноне, Франція) — французький політик, який з 2022 року обіймає посаду міністра праці, зайнятості та інтеграції в уряді прем'єр-міністра Елізабет Борн. Раніше обіймав посаду міністра громадської діяльності та рахунків в урядах прем'єр-міністрів Едуара Філіпа та Жана Кастекса з 2019 по 2022 рік. Був депутатом Національних зборів з 2007 по 2017 роки.
Член Соціалістичної партії до 2017 року, депутат другого виборчого округу Ардеш, обраний 17 червня 2007 року, він був наймолодшим членом Національних зборів під час XIII-го законодавчого збору. Переобраний Червні 2012 року, він є членом Комісії конституційних законів, законодавства та загального управління республіки.
До того часу він був в опозиції до другого уряду Едуара Філіпа, але в листопаді 2017 року він був призначений державним секретарем цього ж уряду. Через три роки він став міністром-делегатом, відповідальним за державні рахунки в уряді Жана Кастекса. Разом з іншими колишніми соціалістами він заснував партію «Території прогресу» в 2020 році, яка має на меті об'єднати ліве крило більшості, і обійме президентство в 2021 році.
З 20 травня 2022 року він був міністром праці, повної зайнятості та інтеграції в уряді Елізабет Борн. 19 червня 2022 року був переобраний народним депутатом по цьому ж округу під маркою Ensemble.

## Життєпис
Виходець із сім'ї робітника в Анноне в Ардеші, де він живе, навчався в Інституті політичних досліджень у Греноблі та отримав спеціалізований диплом про вищу освіту(DESS) у галузі місцевого розвитку та управління територіями.
Обіймаючи різні посади керівника проекту, Олів'є Дюсопт з листопада 2002 року по вересень 2006 року був парламентським співробітником Мішеля Тестона, сенатора та президента Генеральної ради Ардеша.
Член Соціалістичної партії (PS) з 2000 року, він був секретарем секції Annonay з травня 2001 по січень 2008 року. З 2001 по 2003 рік він був федеральним лідером Руху молодих соціалістів в Ардеші. Перший заступник Федерального секретаря з 2003 по 2007 рік, він відповідає за координацію, комунікацію, навчання та вибори. бажаний]
Близький до Нових лівих з Бенуа Хамоном, він є членом Національної ради Соціалістичної партії.

### Виборчі мандати
Кандидат на регіональних виборах 2004 року, він увійшов до регіональної ради Рона-Альпи у липні 2006 року замінивши Елен Міру, яка пішла у відставку. Він сидить у групі соціалістів.
17 червня 2007 року, він був обраний депутатом від другого виборчого округу Ардеш, ставши наймолодшим членом Національних зборів.

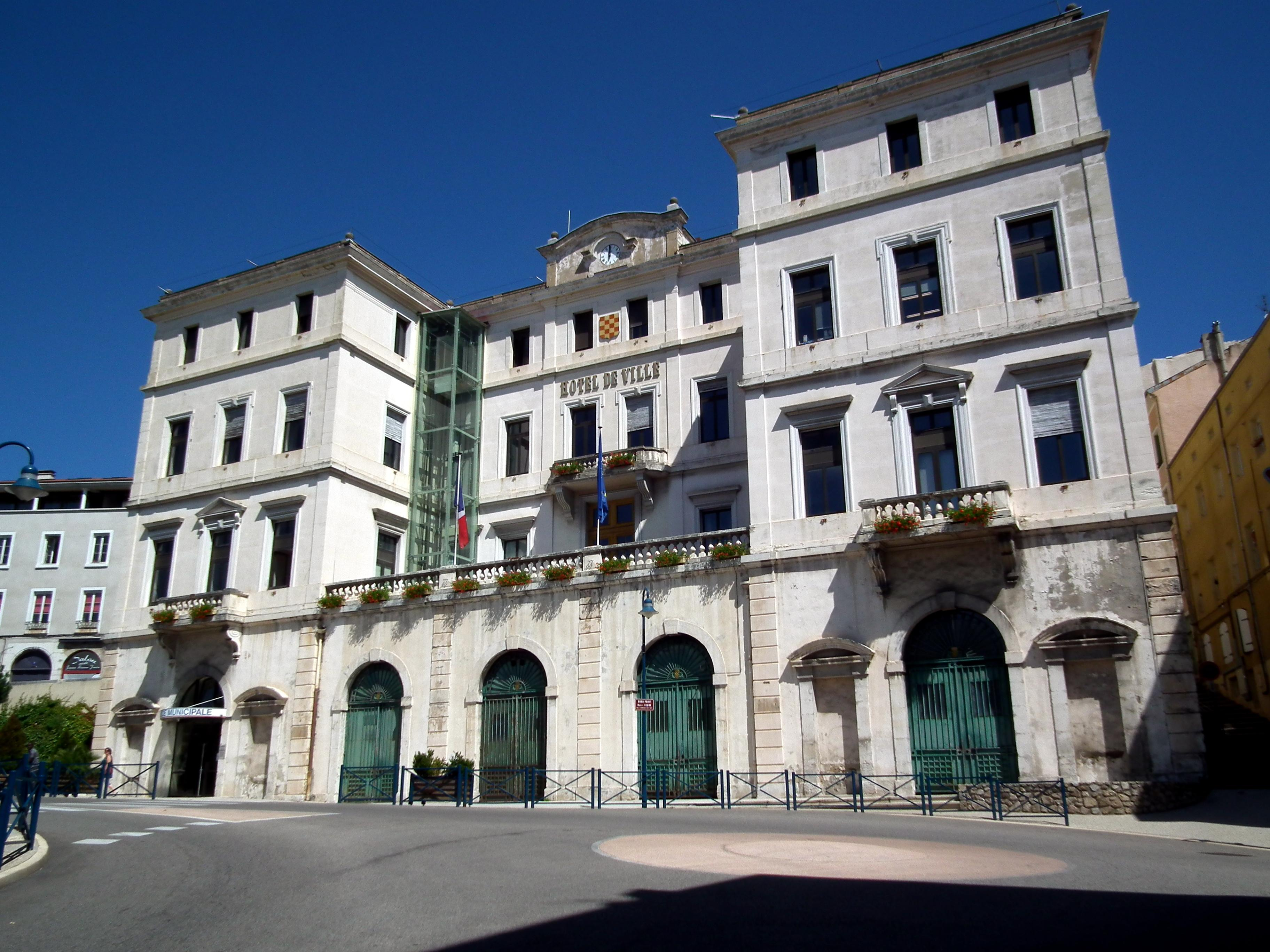
Ратуша Анноне.

10 грудня 2007 року, оголосив свою кандидатуру на муніципальних виборах у березні 2008 року в місті Анноне.
9 березня 2008 року, союзний список лівих «майбутнє Анноне» з Олів'є Дюсоптом на чолі та перемагає в першому раунді з 68,9 % голосів.
15 березня, він був обраний міським головою новою міською радою та невдовзі залишив посаду в обласній раді через кілька мандатів. У квітні 2008 року, він став президентом Syndicat mixte de l'Ardèche verte до 2014 року.
У листопаді 2008 року після конгресу в Реймсі, де він підписав пропозицію C Бенуа Амона, разом з Жаном-Люком Меланшоном і Марі-Ноель Лінеманн, він приєднався до національного керівництва PS разом із Маріліз Лебраншю, національним секретарем у справах територій. У квітні 2010 року, він став віце-президентом Асоціації малих міст Франції (APVF) і вjuin 2010Червень 2010 року він став віце-президентом Національної федерації соціалістичних і республіканських виборних представників разом з Маріліз Лебраншю з 2010 по 2012 рік, а потім П'єром Коеном як 1 віце-президентом, потім віце-президентом з питань організації та територіальної реформи з Франсуа Ребсаменом у квітні 2016 року. 12 липня 2011 року він став прес-секретарем Мартін Обрі, кандидата на президентських виборах у Франції 2012 року. Після праймеріз він увійшов до обраної ради кампанії Франсуа Олланда.
Він був переобраний депутатом від Ардеша 17 червня 2012 року отримавши 53,35 % голосів. Він також був призначений віце-президентом соціалістичної групи в Національних зборах, де він більше працював над питаннями, що стосуються місцевої влади.
18 липня 2012 року, він був призначений національним секретарем ПС до 1го секретаря, Мартін Обрі, відповідальна за президентство Форуму територій, замінивши Марілізу Лебраншю, до конгресу в Тулузі.
21 травня 2013 року, його призначили доповідачем юридичної комісії щодо законопроекту про модернізацію громадської діяльності та утвердження мегаполісів.
Кандидат на переобрання на муніципальних виборах у Анноне, він був переобраний у першому турі 23 березня 2014 року з 51,71 % голосів за його список «майбутнє Анноне» проти трьох списків (UMP, крайні праві та лівий фронт). 12 і 13 червня 2014 року, під час зустрічі APVF в Анноне, він був обраний президентом, змінивши Мартіна Малві, президента-засновника.
У червні 2014 року, він також був призначений доповідачем правової комісії для законопроекту про новий устрій території республіки та уточнення повноважень місцевих органів влади. Цей текст оприлюднено 9 серпня 2015 року. Олів'є Дюсопт був призначений членом Національної консультативної комісії для мандрівників(кочова спільнота, котра не має постійного місця проживання), в якій він представляє Національні збори(від 13 жовтня 2015 року). З 2012 року він також є членом Національної ради регіонального планування та розвитку.
Збирається двічі увійти до уряду під керівництвом Франсуа Олланда, кожного разу за підтримки Мануеля Вальса, але бачить, що його провалювали в останній момент,.
У 2016 році він підтримав Мануеля Вальса і став одним із восьми речників його кампанії на праймеріз 2017 року.
Він не спонсорував Бенуа Амона під час президентських виборів 2017 року, особливо вороже ставлячись до загального доходу, і проголосував за Еммануеля Макрона в першому турі.
18 червня 2017 року, як кандидат від соціалістів, він був переобраний депутатом другого виборчого округу Ардеш з 56,30 % голосів, поданих проти кандидата від La République en Marche!. Він один із небагатьох депутатів ПС, який був переобраний проти кандидата від LREM. У місті Анноне, мером якого він є, він набрав 70,45 %.
10 липня 2017 року, відповідно до закону, що забороняє двічі займати депутатський мандат та місцевої виконавчої влади, він залишив свої функції мера Анноне, а Антуанетта Шерер, його перший заступник з 2009 року, змінила його. 21 вересня 2017 року, під час 20-ї зустрічі малих міст Франції, в Андаї, він був знову призначений президентом APVF одноголосно членами генеральної асамблеї.
У липні 2017 року, як частина органічного законопроекту, що відновлює довіру до громадських дій, Олів'є Дюсопт підтримує поправку, яку протягом тривалого часу підтримувала Міжнародна ліга проти расизму та антисемітизму (LICRA) і нарешті ухвалила, яка збагачує покарання у вигляді дискваліфікації, що застосовується до осіб, визнаних винними. расизму, антисемітизму, негаціонізму, гомофобії, підбурювання до тероризму, вибачення за злочини проти людства та будь-які форми дискримінації.
У жовтні 2017 року, він об'єднує експертну місію з реформи фінансування місцевих органів влади та місцевого оподаткування під головуванням Алена Рішара, сенатора, колишнього міністра, та на прохання прем'єр-міністра. Він також є членом робочої групи статус працівника в рамках реформи Національних зборів і входить до ради директорів асоціації депутатів роботодавців.
Тільки той, для кого „групова дисципліна — це добре“ голосує проти лейбористських наказів, і особливо проти першого бюджету Макрона 21 листопада 2017 року. Дата важлива: через три дні завдяки міні-перестановкам до складу уряду увійшов Олів'є Дюссоп. У Берсі, де його призначили державним секретарем, йому доведеться захищати бюджет, проти якого він щойно виступав.

### Державний секретар в уряді Едуара Філіпа
24 листопада 2017 року, він був призначений державним секретарем міністра дій і громадських рахунків у другому уряді Едуарда Філіпа,. Якщо в указі про призначення не вказано його точний портфель, преса представляє його як фактичного керівника державної служби,,. Як пише Contexte, „він також іноді береться за справи, які менше цікавлять Жеральда Дарманіна, наприклад, етика державних службовців, закордонні будівельні майданчики“. Як тільки він увійшов до уряду, він відповідав за реформу державної служби, яка, зокрема, передбачає ліквідацію 120 000 робочих місць.
Уже в день його призначення Соціалістична партія оголосила, що він більше не є членом. За три дні до цього він голосував проти бюджету, представленого урядом, а попередні місяці утримався при голосуванні про довіру уряду, голосував проти законопроекту про фінансування соціального страхування, а також проти Закону про працю,. Він також став відомим у 2014 році за критику тодішнього міністра економіки Еммануеля Макрона за його заяву, яку вважали поблажливою до робітниць у Гаді, яких описували як „неписьменних“. Поки уряд проводить пенсійну реформу, яка, зокрема, передбачає запровадження „пенсійного віку“ починаючи з 64х років, Маріанн згадує, що він був одним із 120 парламентарів-соціалістів, які оскаржували відповідність Конституції вікових обмежень, зазначених у реформі 2010 року, і що він задавав питання до Еріка Верта, міністра праці, який ставив під сумнів „подвійно несправедливо“ з „бажання підвищити пенсійний вік“.
Згідно з L'Opinion, його особливо цінує Едуар Філіп, з яким він „зав'язав міцні зв'язки“. У грудні 2019, його кандидатуру запропонували наступником Жана-Поля Делевуа, який йде у відставку з посади Верховного комісара з питань пенсійного забезпечення, але перевагу віддають Лорану П'єтрашевскі.
Представлений Paris Match як „символ муніципального соціалізму“, він працює над тим, щоб згуртувати лівих обранців до LREM на муніципальних виборах 2020 року. Разом з Жаном-Івом Ле Дріаном і Дідьє Гійомом, на прохання Еммануеля Макрона, він працював над структуруванням лівого крила більшості, що мало досягати успіху та викликало побоювання розколу всередині LREM,,. Процес завершується із запуском незалежної від партії „Території прогресу“, яка „прагне впливати на орієнтацію уряду та виступати противагою своїм правоцентристським союзникам відповідно до її установчого тексту“.

### Міністр-делегат в уряді Жана Кастекса
6 липня 2020 р, Олів'є Дюсоп призначається міністром-делегатом, відповідальним за державні рахунки в уряді Жана Кастекса під час першого президентства Еммануеля Макрона.
19 жовтня 2021 він був обраний президентом Територій прогресу, партії, яка вважається „ліве крило президентської більшості“. Ці вибори відбулися під час партійного з'їзду в Бордо, який об'єднав 200 членів. У 2022 році він прийняв прохання Еммануеля Макрона об'єднати партію в нову президентську формацію „Відродження“, що викликало ворожнечу інших членів партії, таких як Жиль Саварі.

### Міністр в уряді Елізабет Борн
20 травня 2022р він був призначений міністром праці, повної зайнятості та інтеграції в уряді Елізабет Борн.
Він особливо відповідальний за реалізацію зниження до 65 років встановленого законом пенсійного віку, одного з найважливіших заходів передвиборчої програми Еммануеля Макрона. Проект пенсійної реформи, представлений Елізабет Борн 10 січня 2023 р прогнозує зниження до 64 років. У наступні дні багато засобів масової інформації розкопали архівні зображення 2010 року, де він як депутат Соціалістичної партії різко виступав проти перенесення повноліття з 60 до 62 років урядом Фійона. Він обґрунтовує цю зміну думки тим, що:політична зрілість та інша економічна ситуація.
23 січня 2023 року, уряд прийняв пенсійну реформу в Раді міністрів, демонструючи свою „рішучість“ йти до кінця не „відмовляючись“ від подовження пенсійного віку.

### Точки зору
У 2010 році він виступив проти пенсійної реформи Ніколя Саркозі, яка підвищила мінімальний пенсійний вік з 60 до 62 років: „Це бажання вельми несправедливе. З одного боку, це негайно відкидає пошук іншого доходу, зокрема вкладу всіх доходів і особливо того, що є результатом капіталу. [... ] З іншого боку, […] до нестабільності та історичного рівня безробіття, які вони відчувають, ви збираєтеся додати подвійне покарання для тих, хто молодше тридцяти років, все більше відкладаючи момент їхнього від'їзду. на пенсії.“
У січні 2011 року, в контексті парламентських дебатів щодо перегляду закону про біоетику Олів'є Дюсопт заявив: „Коли я чую це, на жаль, 96 % вагітностей, для яких оголошено трисомію 21, призводять до аборту, справжнє питання, яке я собі задаю: чому залишилося 4 %?“. Потім його звинуватили в євгеніці, і це зауваження спровокувало рекламну кампанію з цитуванням його імені. Праворуч від фотографії маленької дівчинки з синдромом Дауна теза: „96% із нас видаляються після масового скринінгу на трисомію 21. (…) У парламенті дехто дивується, що нас досі 4 % ще в живих“. Зі свого боку, Олів'є Дюсопт вважає, що його зауваження були відхилені та вирвані з контексту.
Він перебуває в уряді, який вважається близьким до Жеральда Дарманіна з питань, пов'язаних з імміграцією.

## Особисте життя
У березні 2023 року Дюссопт зізнався у своїй гомосексуальності в інтерв'ю французькому журналу «Têtu», та розповів, що був жертвою численних гомофобних висловлювань.

## Етика та правові питання
Новинний сайт Mediapart 20 травня 2020 року повідомив, що 17 cічня 2017р, Олів'є Дюсопту були запропоновані пронумеровані літографії художника Жерара Гаруста місцевий менеджер Saur, через кілька днів після цього, як меру, про промислове партнерство з тим самим Saur для встановлення мікрогідроелектростанції в місті Анноне — контракт та переговори відбулись у 2016 році і був підписаний у червні 2017,. Ці роботи оцінюються у трохи більше 2000 євро. Олів'є Дусопт не декларував їх, хоча це обов'язково для «пожертвувань, переваг […] на суму, яка за їхніми оцінками перевищує 150 євро, від яких вони отримали вигоду завдяки своєму мандату», відповідно до кодексу етики Національних зборів,,. Після заяви, що це був подарунок від «друга», яка згодом заперечила відповідна особа, Олів'є Дюсопт нарешті визнає, що це справді, був «корпоративний подарунок» і заявив, що поверне його. Він також зазначив, що зв'яжеться з уповноваженою з питань етики Національних зборів, щоб вона «перевірила на відповідність [свого] початкового вибору». Він заперечив, що ці подарунки були отримані завдяки ринкам (торгівля впливом), довіреним Саур, стверджуючи, що останній «виграв ці торги», тому що вони були «найкращими учасниками торгів». Відтоді він став об'єктом розслідування Національної фінансової прокуратури, дорученої Головному управлінню по боротьбі з корупцією та фінансовими та податковими правопорушеннями (Oclciff), відкритому за «корупція» і "незаконне отримання відсотків, і обшукувала поліція на 18 серпня 2020р.